# Campionati spagnoli di ski cross 2007
I Campionati spagnoli di ski cross 2007 si sono svolti a Sierra Nevada il 23 marzo. Il programma ha incluso sia la gara femminile che la gara maschile. 
Trattandosi di competizioni valide anche ai fini del punteggio FIS, vi hanno partecipato anche sciatori di altre federazioni, senza che questo consentisse loro di concorrere al titolo nazionale spagnolo.

## Risultati

### Uomini
| Pos. | Atleta                | Nazione     |
| ---- | --------------------- | ----------- |
| 1    | Thomas Zangerl        | Austria     |
| 2    | Christoph Ebenbichler | Austria     |
| 3    | Federico Pastore      | Argentina   |
| 4    | Zdenek Safar          | Rep. Ceca   |
| 5    | Angus Morison         | Regno Unito |
| 6    | Matteo Valentino Loss | Italia      |
| 7    | Jose-Jeorge Ruiz      | Spagna      |
| 8    | David De Sousa Alonso | Andorra     |
| 9    | Tomas Busca           | Italia      |
| 10   | Sergio Lopez          | Spagna      |
| 14   | Enric Jimenez         | Spagna      |

### Donne
| Pos. | Atleta                 | Nazione  |
| ---- | ---------------------- | -------- |
| 1    | Perrine Pelican Costa  | Francia  |
| 2    | Anna Moland            | Norvegia |
| 3    | Julia Murray           | Canada   |
| 4    | Clara Marsan           | Francia  |
| 5    | Yuu Ohkubo             | Giappone |
| 6    | Chloe George           | Francia  |
| 7    | Julie Jensen           | Norvegia |
| 8    | Dagmara Krzyżyńska     | Polonia  |
| 9    | Gillian McFetridge     | Canada   |
| 10   | Nicoline Hansen-Tangen | Norvegia |
| 11   | Rocio Delgado          | Spagna   |
| 14   | Maria Morales          | Spagna   |
| 15   | Marta Ruiz de Almirón  | Spagna   |